# Пролив Рикорда

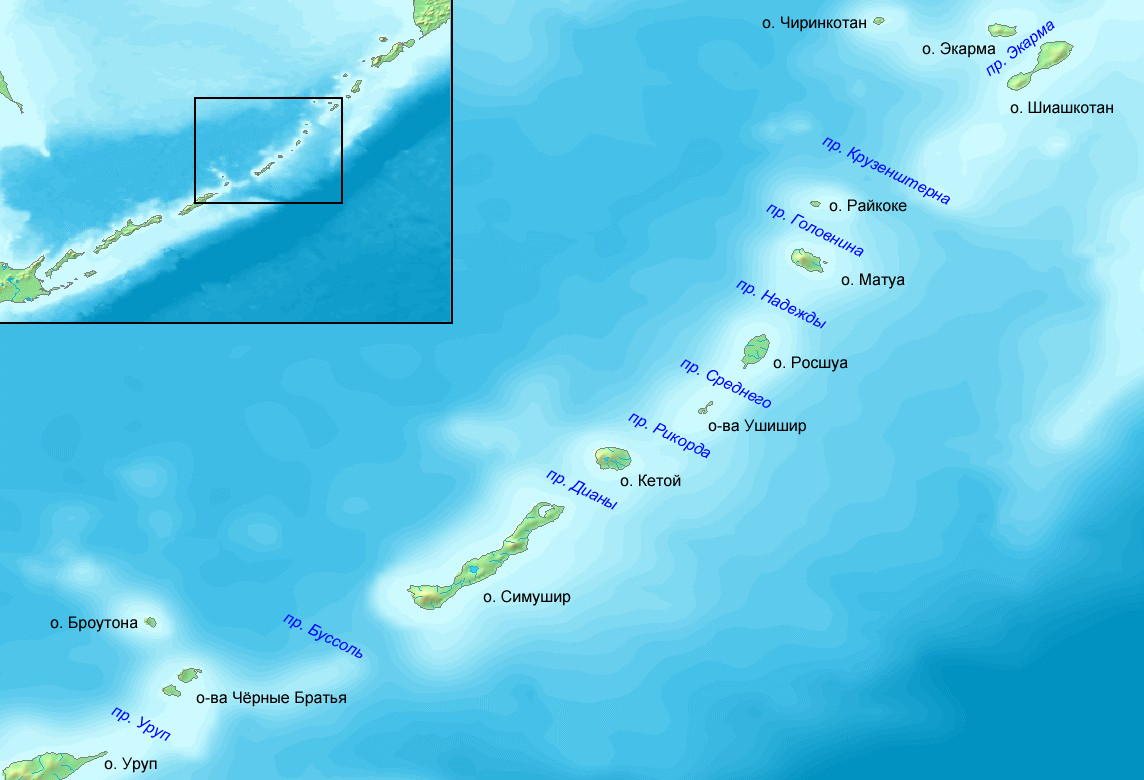
Проливы Курильских островов. Пролив Рикорда в центре

Пролив Рикорда — пролив в средней группе Большой гряды Курильских островов между северо-восточной оконечностью острова Кетой и юго-западной оконечностью острова Ушишир.
Ширина около 26 км. Соединяет Охотское море с Тихим океаном. Для маломерных судов представляет опасность сильными приливами и водоворотами — сулоями. Примерно посередине пролива на глубине около 130 м находится подводный вулкан Рикорда.
Открыт в результате гидрографической экспедиции 1811—1813 гг. на шлюпе «Диана». Назван в честь выдающегося русского мореплавателя адмирала Петра Ивановича Рикорда, в то время — старшего офицера на шлюпе «Диана».

## См.также
- Курильские проливы